# SpVg Odenkirchen
Die SpVg Odenkirchen (offiziell: Sportvereinigung 05/07 Odenkirchen e. V.) ist ein Sportverein aus dem Mönchengladbacher Stadtteil Odenkirchen. Die erste Fußballmannschaft spielte zwei Jahre in der höchsten niederrheinischen Amateurliga.

## Geschichte

### Von der Gründung bis zum Zweiten Weltkrieg
Die Wurzeln des Vereins liegen bei dem im Juli 1907 gegründeten FC Hohenzollern Odenkirchen. Von diesem Verein spalteten sich unzufriedene Mitglieder als Borussia Odenkirchen ab, ehe beide Vereine im Jahre 1911 zum SC Odenkirchen fusionierten. Zwei Jahre später trat der Verein dem Westdeutschen Spiel-Verband bei. Nach dem Ende des Ersten Weltkrieges entstanden der FC Hohenzollern und die Borussia neu, doch schon 1919 fusionierten beide Vereine zum SV Odenkirchen 07.
Diesem gelang im Jahre 1926 der Aufstieg in die höchste Spielklasse, wo die Mannschaft nach einem 3:2-Entscheidungsspielsieg über Borussia Mönchengladbach Westkreismeister wurde. Die Rheinbezirksmeisterschaft wurde nach einer 1:4-Entscheidungsspielniederlage gegen den Kölner CfR verpasst. Die Odenkirchener nahmen daraufhin an der Westdeutschen Runde der Zweiten teil, bei der die Mannschaft nur Vorletzter wurde. Ein Jahr später fusionierte der SV Odenkirchen 07 mit den Sportfreunden 05 Mülfort zur heutigen SpVg Odenkirchen.
Der neue Verein verpasste 1929 die Qualifikation für die neue erstklassige Bezirksliga Rhein. Erst ein Jahr später wurde der Aufstieg dorthin geschafft. Im Jahre 1932 erreichten die Odenkirchener erneut die Endrunde um die Rheinbezirksmeisterschaft, wurden dort aber hinter der SpVgg Sülz 07 und Alemannia Aachen Letzter. Ein Jahr später wurden die Odenkirchener trotz eines vierten Platzes nicht in die neu geschaffene Gauliga Niederrhein aufgenommen, während Lokalrivale Borussia Mönchengladbach als Achter der Parallelgruppe einen Platz im neuen Oberhaus erhielt. Dreimal erreichten die Odenkirchener die Aufstiegsrunde zur Gauliga Niederrhein. 1934 scheiterte die Mannschaft an Rot-Weiß Oberhausen und dem Homberger SV. Zwei Jahre später setzte sich der TSV Duisburg 99 durch. Im Jahre 1937 stiegen schließlich der BV Altenessen 06 sowie Union 02 Hamborn auf.

### Nachkriegszeit
Nach dem Ende des Zweiten Weltkrieges wurde der Verein in die Bezirksklasse linker Niederrhein eingeordnet und wurde dort auf Anhieb Meister. Allerdings scheiterten die Odenkirchener in der anschließenden Aufstiegsrunde. 1948 gelang schließlich der Aufstieg in die Landesliga Niederrhein, der damals höchsten Amateurliga. Als Tabellenvorletzter stieg die Mannschaft prompt wieder ab. Die Vereinsführung strebte eine Fusion mit Germania Geistenbeck an, die von den Mitgliedern jedoch abgelehnt wurde. Die erfolgreiche Mannschaft brach auseinander, so dass sich die Odenkirchener bereits 1950 in der Kreisklasse wiederfanden.
Es folgten zwei Aufstiege in Folge, die den Verein zurück in die Landesliga brachten. Aber erneut war das Gastspiel im niederrheinischen Amateuroberhaus nach nur einem Jahr zu Ende. Es folgten viele Jahre in der Bezirksklasse ohne große Erfolge. Nach einer Vizemeisterschaft im Jahre 1960 hinter dem TuS Wickrath gelang ein Jahr später der Wiederaufstieg in die Landesliga, die seit der Einführung der Verbandsliga Niederrhein 1956 nur noch die zweithöchste Amateurliga war. Dieses Mal konnte sich die Mannschaft zwei Jahre behaupten, ehe es 1963 zurück in die Bezirksklasse ging.
In den 1970er und 1980er Jahren wurden die Odenkirchener zu einer Fahrstuhlmannschaft zwischen Bezirksliga und Kreisliga A. Erst nach der Jahrtausendwende ging es wieder bergauf, als die Mannschaft im Jahre 2004 nach zwei Aufstiegen in Folge in die Landesliga zurückkehrte. Nach einem vierten Platz im Jahre 2008 stiegen die Odenkirchener ein Jahr später in die Bezirksliga ab. Im Jahre 2013 gelang der erneute Aufstieg in die Landesliga, bevor die Mannschaft 2019 wieder absteigen musste. Denkbar knapp jedoch, nur ein weiterer Punkt hätte den Klassenerhalt in der Landesliga gesichert. Anschließend verließen zahlreiche Leistungsträger den Verein, weshalb die Odenkirchener auch in der Bezirksliga spürbare Probleme bekamen. Zweimal konnte der Klassenerhalt nur durch den coronabedingten Saisonabbruch geschafft werden, bevor dann im Sommer 2022 der Abstieg in die Kreisliga A Realität geworden war. 

### Weitere Abteilungen
Neben der Fußballabteilung unterhält die SpVg Odenkirchen eine Basketballabteilung, die als Odenkirchen Raiders auftritt. Darüber hinaus bietet der Verein die Sportarten Volleyball, Ski-Gymnastik und Boule an. Die ehemalige Tischtennisabteilung schloss sich im Jahre 1950 dem Rheydter Spielverein an.

## Persönlichkeiten
- Michael Frontzeck
- Hans-Werner Schippers
- Roland Virkus